# Wigtown
Wigtown är en ort i Storbritannien.   Den ligger i kommunen Dumfries and Galloway och riksdelen Skottland, i den centrala delen av landet, 500 km nordväst om huvudstaden London. Wigtown ligger 45 meter över havet och antalet invånare är 934.
Terrängen runt Wigtown är platt åt sydväst, men åt nordost är den kuperad. Havet är nära Wigtown åt sydost. Närmaste större samhälle är Newton Stewart, 10,3 km norr om Wigtown. Trakten runt Wigtown består i huvudsak av gräsmarker.